# Dr.Usui
Dr.Usui（ドクター・ウスイ）は、日本の作曲家・音楽プロデューサー。

## 経歴
MOTOCOMPOのリーダー、作曲家として1997年に活動を開始、2000年5月メジャー・デビュー。2008年からソロプロジェクトDr.USUIとしてイギリスとタイのフェスを中心に活動。
MOTOCOMPOからのスピンオフユニット(M)otocompoを2011年に結成、更に南波志帆、岸田メル、フレネシ、Julie Wataiらとのユニット「xxx of WONDER」のメンバーとしての活動も2014年より開始した。2020年5月3日に「(M)otocompo」の活動を封印。
2020年5月4日に泉茉里、ナカマノリヒサ、絢屋順矢とオンラインユニット「DISCOMPO with 泉茉里」を結成。
自身のアーティスト活動を精力的に展開する一方で作曲家としてアニメ、アイドル、CM等多岐にわたり楽曲を提供している。音楽プロデューサー・作家チームのWicky.Recordingsにも所属。

## 主な作品
天晴れ!原宿
- 「アイネクライネ幼き恋だね」（作曲・編曲）

アップアップガールズ（仮）
- 「Be a Girl（Dr.Usui remix）」（Remix）
- 「Lady→GO!」（作曲・編曲）

異国のパルピタンテ
- 「異国のイノセンス」（作曲・編曲）
- 「異国のエルドラド」（作曲・編曲）
- 「異国のSwing Snow」（作曲・編曲）
- 「異国のディンドン☆アンドゥトロワ」（作曲・編曲）
- 「異国の胸騒ぎ」（作詞・作曲・編曲）
- 「異国へ!Now's the time」（作曲・編曲）
- 「革命∴黎明のヒロイン」（作曲・編曲）
- 「今日と明日のラストダンス」（作曲・編曲）
- 「絶対相対アイドル」（作曲・編曲）
- 「強気弱気のサマーガールズ」（作曲・編曲）
- 「無敵素敵シンパシー」（作曲・編曲）

ukka（桜エビ～ず）
- 「さいしょのさいしょ」（編曲）
- 「AM0805の交差点」（編曲）
- 「ティーンスピリット」（作曲・編曲）

胡桃沢まひる、双葉苗、星野にぁ、雨宮伊織
- 「君もClap Your Hands!」（編曲）

小泉花恋
- 「くりぃ～み～らびゅ」（作曲・編曲）
- 「LOOK AT MY JUMP」（作曲・編曲）

狂い咲けセンターロード
- 「Go to Heaven」（作曲・編曲）
- 「交友関係」（作曲・編曲）
- 「これっきり」（作曲・編曲）
- 「デンジャラス異端児」（作曲・編曲）
- 「泣き虫ダイヤモンド」（作曲・編曲）
- 「みちづれ」（作詞・作曲・編曲）

ザ・にゃんとかやるず
- 「アナーキーイヴニャンドロイド」（作曲・編曲）
- 「地球がとにかく変わってる」（作曲・編曲）
- 「ともだち」（作曲・編曲）
- 「肉球のTENDARNESS」（作曲・編曲）

シンセカイセン
- 「Actress」（作曲・編曲）
- 「Up to You」（作曲・編曲）
- 「あの娘に伝えて」（作曲・編曲）
- 「あれ あれ?」（作曲・編曲）
- 「Want U, Want U to Kiss Me」（作詞・作曲・編曲）
- 「START NEW WORLD」（作曲・編曲）
- 「ドゥイ☆ドゥイ」（作曲・編曲）
- 「Trust me」（作曲・編曲）
- 「Knock! Knock! Knock!」（作曲・編曲）
- 「ハカイノウタ」（作曲・編曲）
- 「Be Here Now」（作曲・編曲）
- 「もう少しだけ」（作曲・編曲）
- 「SSSSOS」（作曲・編曲）

綺星★フィオレナード
- 「Nuova★Storia」（作曲・編曲）
- 「fiore d'amore*」（編曲）

Chelip
- 「Lovin' You」（編曲）

でんぱ組.inc
- 「少女アンドロイドA」（作曲・編曲）

NAOMiRUSTY
- 「観光」（作曲・編曲）
- 「サスティナブル しゅらしゅら」（作曲・編曲）
- 「使命と白紙どちら?」（作曲・編曲）
- 「My Heart」（作曲・編曲）
- 「見上げた空は笑ってはいなかった」（作曲・編曲）
- 「ラニーニャ夜」（作曲・編曲）
- 「RESURRECTiON SUCCESSiON」（作曲・編曲）
- 「LOOK AT MY JUMP」（作曲・編曲）

ハニースパイスRe.
- 「RENEW」（編曲）
- 「Honeys!!!」（作曲・編曲）

ピコピコ☆レボリューション
- 「カラフル色の大正解」（作曲・編曲）
- 「隣で歌うから」（作曲・編曲）
- 「ラキラキ・ハッピー!」（作曲・編曲）

Mi☆nA
- 「Stormy」（編曲）

妄想キャリブレーション
- 「愛愛アイデンティティ」（作曲・編曲）
- 「いつだって世界にファイティングポーズ」（作曲・編曲）
- 「幻想恋花火」（作曲・編曲）
- 「心遊ばせ、目配せあそばせ」（作曲・編曲）
- 「壊れそうな恋心」（編曲）
- 「たとえもう一人の私を見ても…」（作曲・編曲）
- 「手をつないで」（作曲・編曲）
- 「何故なら私、妄想少女ですの」（作曲・編曲）
- 「初めてだよこんな気持ちにさせてくれたのは恋」（作曲・編曲）
- 「魔法のジュース」（作曲・編曲）
- 「妄愛花吹雪」（作曲・編曲）
- 「妄想Introduction」（作曲・編曲）
- 「もっとずっとキュンとしたいの」（作曲・編曲）
- 「物語はまだ始まったばかり」（編曲）
- 「夢みる乙女は無敵でしょ!?」（作曲・編曲）
- 「忘れられないクロニクル」（作曲・編曲）

夢みるアドレセンス
- 「Hi! Summer Dreamer」（編曲）

### アニメ・ゲームソング関連
ガールフレンド（仮）
- 「ココロ自由宣言」（作曲・編曲）
- 「Border Line」（作曲・編曲）」
- 「もっともっとJUMP!」（作曲・編曲）
- 「君の手」（作曲・編曲）
- 「今輝く日々」（作曲・編曲）

プリンセスコネクト!
- 「つなぐもの」（編曲）

ドキドキ!プリキュア
- 「この空の向こう」（作曲・編曲）
- 「ラブリング」（作曲・編曲）

ハピネスチャージプリキュア!
- 「プリキュア・メモリ」（編曲）

ロクでなし魔術講師と禁忌教典
- 「Possibility」（作曲・編曲）

Wicky.Recordingsの作品については「Wicky.Recordingsの主な作品」を参照